# Doctrine de l'Adam-Dieu
La doctrine de l'Adam-Dieu est une doctrine théologique enseignée dans le mormonisme du milieu du XIXe siècle par le président d'église Brigham Young et acceptée à un certain degré par des Présidents postérieurs John Taylor et Wilford Woodruff. Bien que rejeté aujourd'hui par l'Église de Jésus-Christ des saints des derniers jours, la doctrine est toujours une partie acceptée par les fondamentalistes Mormon. Selon Young, il a été enseigné par Joseph Smith qu'« Adam est notre Père et notre Dieu et seul Dieu avec qui nous devons faire ». Adam aurait été un homme mortel avant de ressusciter et de devenir un dieu prenant l'identité de l'archange Michel et formant la terre ; puis il redevint homme et s'installa sur terre avec une de ses femmes, Ève. Ils y redevinrent mortels en mangeant le fruit défendu dans le jardin d'Éden, ce qui leur permit d'avoir des enfants mortels et d'établir la race humaine. Une fois accompli cet engendrement de l'espèce humaine, Adam et Ève retournèrent dans leurs trônes célestes pour redevenir des dieux ; Adam-Dieu est dès lors devenu le Père céleste des humains. Plus tard, Adam retourna sur la terre afin de devenir le père biologique de Jésus, son premier-né.

## Contexte
Bien que Joseph Smith, le fondateur du mouvement, n'ait jamais utilisé le terme de « Adam-Dieu » dans aucune de ses déclarations publiques connues, il a fourni plusieurs enseignements à partir desquels on prétendit établir la doctrine de l'Adam-Dieu. Par exemple, Smith a enseigné dans un 1839 sermon que Adam était en fait l'archange Michel qui a tenu la Première Présidence dans la vie pré-mortelle. Dans le même sermon, Smith a enseigné que Adam détient « les clefs de l'univers ». En 1840, Smith a enseigné que Adam est celui par qui le « Christ a été révélé à partir le ciel, et continuera à être révélé, dès maintenant. » Enfin , Smith a enseigné dans un discours de 1844 que Dieu était une fois un homme « comme l'un d'entre nous ».

## Développement de la doctrine de Brigham Young
Brigham Young développa publiquement et par étape sa doctrine :
- En 1852, le deuxième prophète, président et révélateur de l’Église Mormone, Brigham Young, affirma que Adam serait « notre Père Éternel et notre Dieu, le seul Dieu avec qui nous ayons affaire ». Ainsi, selon le successeur de Joseph Smith, Dieu le Père, Adam et l'archange Michel étaient une seule et même personne : « Maintenant écoutez ceci, ô habitants de la terre, juif et gentil, saint et pécheur ! Quand notre Père Adam vint dans le jardin d’Éden, il y vint avec un corps céleste et il prit Ève, une de ses épouses. Il aida à créer et organiser ce monde. Il est Michel l’Archange, l’ancien des jours, de qui les saints hommes ont écrit et parlé. Il est notre Père et notre Dieu et le seul Dieu avec qui nous ayons affaire[5]. »
- En 1854, Brigham Young affirma que Jésus était le fils d'Adam : « Qui l’a engendré ? Son Père et son Père est notre Dieu et le Père de nos esprits et Il est le Créateur du corps, le Dieu et Père de notre Seigneur Jésus-Christ, c ’est Père Adam[6]. » Il affirma également qu’Adam et Ève étaient les noms du premier homme et de la première femme de chaque terre qui fut organisée par un dieu ; Adam et Ève seraient les parents naturels de chaque esprit venu sur la terre[7]. La théorie de la progression éternelle selon Brigham Young impliquant que tout homme peut devenir le Dieu d'une planète qu'il a pour mission de peupler.
- En 1873, Brigham Young dit qu'il n'était « pas disposé à donner une connaissance plus loin en ce qui concerne la grande et glorieuse doctrine qui se rapporte à cela[8]. » Brigham Young regretta les résistances face à son enseignement : « Quelle incrédulité existe dans l'esprit des saints des derniers jours en ce qui concerne une doctrine particulière qui se révèle à eux, et que Dieu m'a révélé, à savoir qu'Adam est notre père et Dieu... Notre père Adam est l'homme qui se tient à la porte et détient les clés de la vie éternelle et le salut de tous ses enfants qui sont venus ou viendront sur terre[9]. »
- En 1877, juste avant sa mort, Brigham Young prit des mesures pour veiller à ce que la doctrine Adam-Dieu soit enseigné dans les temples de l'église dans le cadre de la cérémonie de dotation[10].

L'idée répandue était que Joseph Smith avait lui-même défendu cette théorie selon le témoignage de Wilford Woodruff. De fait, dans les chants mormons de cette époque, on proclame cette doctrine : « Nous croyons en notre grand Dieu, le grand Prince de sa race, l’Archange Michel, l’ancien des jours, notre propre Père Adam, le Seigneur de la terre comme il est évident, qui conseillera et combattra de nouveau en faveur de ses enfants, nous croyons en son Fils Jésus-Christ qui par amour…  »

## Après la mort de Brigham Young
Il y eut une certaine controverse quant à savoir si oui ou non cette doctrine devait être considérée comme officielle. Les chefs de l’Église commencèrent à rejeter les diverses interprétations de cet enseignement présenté comme une simple spéculation et nié que toute interprétation particulière a été contraignante pour l'église. En 1897, Joseph F. Smith, alors un apôtre et conseiller dans la Première Présidence, a écrit une lettre privée concernant les enseignements de Brigham Young sur Adam, en déclarant : « La doctrine n'a jamais été soumis aux conseils de la prêtrise, ni à l'église pour approbation ou de ratification, et n'a jamais été formellement ou autrement acceptée par l'église. (...) Seule l'écriture, la parole acceptée de Dieu est la norme de l'Église. »

## Position actuelle de l’Église de Jésus-Christ des saints des derniers jours
Finalement, la doctrine a été publiquement dénoncée comme fausse par les dirigeants de l’Église de Jésus-Christ des saints des derniers jours. 
En 1976, président de l'église Spencer W. Kimball a déclaré : « Nous dénonçons cette théorie et nous espérons que tout le monde sera mis en garde contre cela et d'autres types de fausse doctrine. »
En 1980, l'apôtre Mark E. Petersen affirma : « Adam était ni Dieu ni le Fils unique de Dieu. Il était un enfant de Dieu dans l'esprit que nous sommes tous (voir Actes 17:29). Jésus était le premier-né dans l'esprit, et le seul né à Dieu dans la chair. »